# KazSat
KazSat（カザフ語: ҚазСат）はカザフスタンの人工衛星シリーズ。テレビ放送と衛星通信のサービスを提供する静止衛星である。

## KazSat-1
KazSat-1はカザフスタン初の人工衛星として、2006年6月18日にプロトン-KBlok-DM3によってバイコヌール宇宙基地より打ち上げられた。打上げには、ロシアのウラジーミル・プーチン大統領とカザフスタンのヌルスルタン・ナザルバエフ大統領も立ち会った。
12基のKu帯トランスポンダーを搭載。主契約者はクルニチェフ国家研究生産宇宙センターで、1億ドルのコストがかかったとされる。カザフスタン宇宙局が運用。
KazSat-1の設計寿命は10年の予定だったが、2008年6月に通信が途絶した。

## KazSat-2
KazSat-2は2006年に発注され、当初は2009年の打ち上げを目指していた。Ku帯トランスポンダーはテレビ放送用・通信用合わせて16基と予備の4基を搭載し、設計寿命は12年。元々は1号機の補助が目的だったが、その喪失によって後継機となった。打ち上げは延期が相次ぎ、2011年7月16日にプロトン-MロケットによってSES社の通信衛星SES-3と共に打上げられた。

## KazSat-3
KazSat-3は28基のKu帯トランスポンダーを搭載し15年の設計寿命である。2011年にレシェトニェフへ発注され同社のEXPRESS-1000NTAバスを使用。ペイロードはタレス・アレーニア・スペースが担当する。2014年にバイコヌール宇宙基地より打ち上げ予定となっている。